# Wybory parlamentarne w Iraku w grudniu 2005 roku

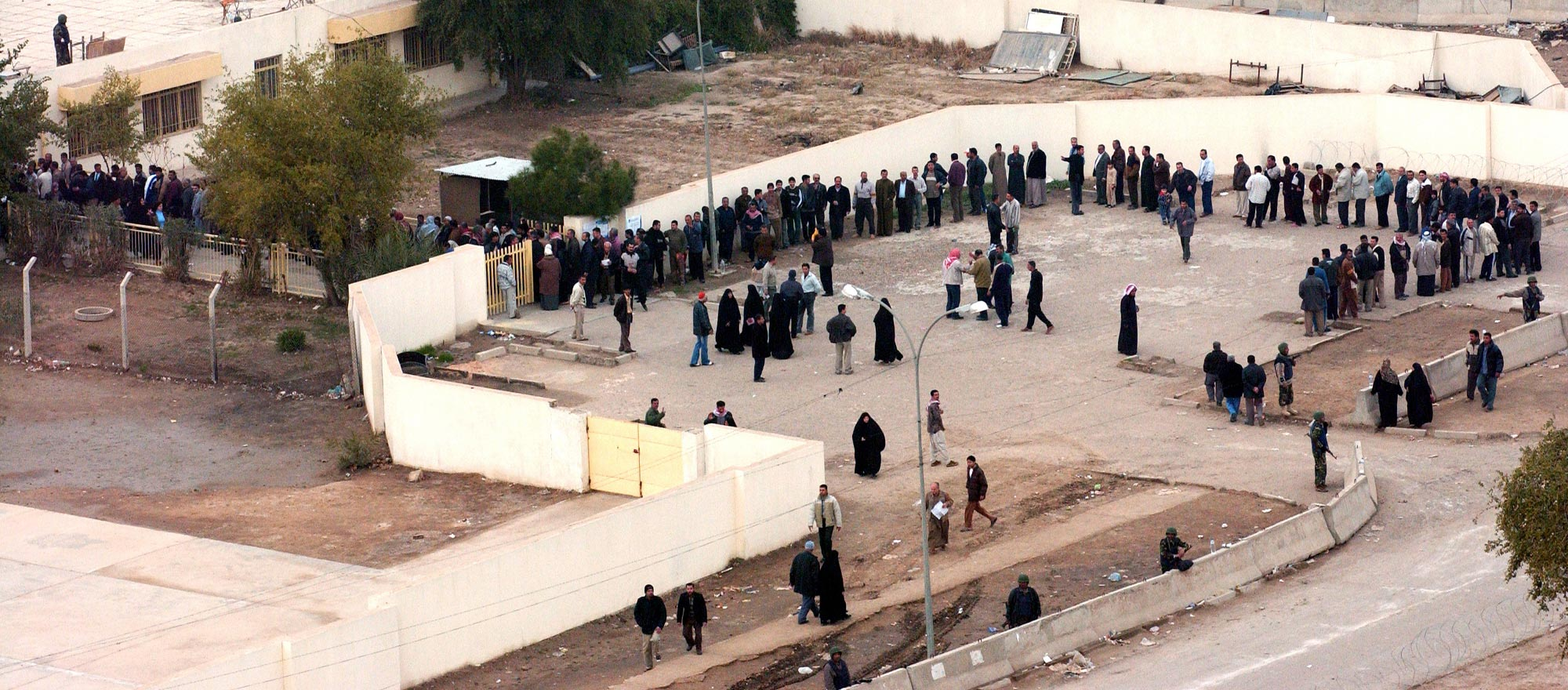
Kolejki głosujących w wyborach, Bagdad

Wybory parlamentarne w Iraku, odbyły się 15 grudnia 2005 roku po tym, jak 15 października ratyfikowana została konstytucja iracka. Wyborcy wybrali nowy skład 275-osobowej Rady Reprezentantów.
Wybory odbyły się w systemie proporcjonalnym, gdzie wyborcy mogli oddać swój głos na kandydata z listy partyjnej lub koalicyjnej. 230 miejsc rozstało rozdzielonych między 18 irackich prowincji. Kryterium podziału była liczba uprawnionych do głosowania (zarejestrowanych do głosowania). 45 pozostałych miejsc "rekompensujących" zostanie rozdzielone między partie. Kobiety mają zapewnione 25% miejsc w parlamencie. Zmiana w systemie wyborczym, daje większe szanse wyborcom sunnickim, którzy nie mieli szans na wybranie swoich przedstawicieli w niektórych prowincjach. W poprzednich wyborach w styczniu 2005 roku, największa sunnicka koalicja otrzymała zaledwie 5 miejsc.

## Wyniki wyborów
Oficjalne wyniki wyborów zostały podane 20 stycznia 2006 roku.
| Lista wyborcza (partia polityczna lub koalicja partii) Wybory do Rady Reprezentantów Iraku (Majlis an-Nuwwab) | Głosy | % | Miejsca | +/- |
| --- | ----- | - | ------- | --- |
| Zjednoczony Sojusz Iracki                                                                                     |       |   | 128     | -12 |
| Demokratyczny Patriotyczny Sojusz Kurdystanu                                                                  |       |   | 53      | -22 |
| Iracki Front Porozumienia                                                                                     |       |   | 44      | +44 |
| Iracka Lista Narodowa                                                                                         |       |   | 25      | -22 |
| Iracki Narodowy Front Dialogu                                                                                 |       |   | 11      | +11 |
| Kurdyjska Unia Islamska                                                                                       |       |   | 5       | +3  |
| Blok Pojednania i Oswobodzenia                                                                                |       |   | 3       | +2  |
| Risalyun (Partia Postępowa)                                                                                   |       |   | 2       | +2  |
| Iracki Front Turkmenów                                                                                        |       |   | 1       | -2  |
| Narodowa Lista Rafidain'ego (Asyryjczycy)                                                                     |       |   | 1       | 0   |
| Mithal al-Alusi (kandydaci niezależni)                                                                        |       |   | 1       | +1  |
| Ruch Yazidi                                                                                                   |       |   | 1       | +1  |
| Narodowe Niepodległe Kadry i Elity                                                                            |       |   | 0       | -3  |
| Islamska Organizacja Akcyjna w Iraku - Centralny Nakaz                                                        |       |   | 0       | -2  |
| Narodowa Partia Demokratyczna Iraku                                                                           |       |   | 0       | -1  |
| Razem (%) |       |   | 275     |     |